# Jacob Aagaard
 (septembre 2015).
Pour les articles homonymes, voir Aagaard.
Jacob Aagaard est un grand maître international du jeu d'échecs danois né le 31 juillet 1973 au Danemark. Aagaard a joué pour les équipes d'Écosse et du Danemark lors des olympiades d'échecs.
Au 1er février 2023, il est le troisième joueur danois avec un classement Elo de 2 448 points.

## Biographie et carrière
En 2004, Jacob Aagaard est deuxième du championnat d'Écosse. Il remporte ce même championnat l'année suivante mais ne remporte pas le titre car il n'était pas citoyen britannique. 
Jacob Aagaard a changé plusieurs fois de fédération. En 2006, citoyen danois, il s'affilie auprès de la fédération écossaise. Il participe alors aux olympiades d'échecs de 2006 et 2008 avec l'équipe écossaise. 
Affilié à la fédération écossaise, il a remporté le 94e championnat d'échecs de Grande-Bretagne en 2007.
En 2009, il s'affilie auprès de la fédération danoise, puis participe aux olympiades de 2012 et 2014 avec l'équipe danoise.
En 2012, il remporte le titre de champion d'Écosse.
En mars 2017, il annonce un nouveau changement de fédération, retournant vers la fédération écossaise,.
En 2023, Aagaard est affilié à nouveau avec la fédération danoise.

## Livres publiés
Aagaard est un auteur de livres d'échecs et a fondé la maison d'édition Quality Chess.
- Jacob Aagaard, Easy Guide to the Panov-Botvinnik Attack, Everyman Chess, 1998, 128 p. (ISBN 978-1-85744-563-3)
- Jacob Aagaard, Easy Guide to the Sveshnikov Sicilian, Everyman Chess, 2000, 144 p. (ISBN 978-1-85744-280-9)
- Jacob Aagaard, Dutch Stonewall, Everyman Chess, 2001, 144 p. (ISBN 978-1-85744-252-6)
- Jacob Aagaard, Excelling at Chess, Everyman Chess, 2001, 192 p. (ISBN 1-85744-273-3)
- Jacob Aagaard, Queen's Indian Defence, Everyman Chess, 2002, 160 p. (ISBN 1-85744-300-4)
- Jacob Aagaard et Esben Land, Meeting 1.d4, Everyman Chess, 2002 (ISBN 1-85744-224-5)
- Jacob Aagaard, Excelling at Positional Chess, Everyman Chess, 2003, 176 p. (ISBN 1-85744-325-X)
- Jacob Aagaard, Excelling at Chess Calculation : Capitalizing on Tactical Chances, Everyman Chess, 2004, 192 p. (ISBN 978-1-85744-360-8)
- Jacob Aagaard, Excelling at Combinational Play : Learn to Identify and Exploit Tactical Chances, Everyman Chess, 2004, 239 p. (ISBN 978-1-85744-345-5)
- Jacob Aagaard, Excelling at Technical Chess : Learn to Identify and Exploit Small Advantages, Everyman Chess, 2004, 183 p. (ISBN 978-1-85744-364-6)
- Jacob Aagaard, Starting Out : The Grunfeld, Everyman Chess, 2004, 176 p. (ISBN 978-1-85744-350-9)
- Jacob Aagaard, Inside the Chess Mind, Everyman Chess, 2004, 157 p. (ISBN 978-1-85744-357-8)
- Jacob Aagaard, Practical Chess Defence, Quality Chess, 2006, 298 p. (ISBN 978-91-975244-4-5)
- Jacob Aagaard, The Attacking Manual : Basic Principles, Quality Chess, 2008, 264 p. (ISBN 978-91-976004-0-8)
- Jacob Aagaard, The Attacking Manual 2 : Technique and Praxis, Quality Chess, 2008, 461 p. (ISBN 978-91-976004-1-5)

## Partie remarquable
- (en) Jacob Aagaard - Per Arnt Rasmussen, 1996, 1-0 sur ChessGames.com